# Montana
Montana (wymowa:/mɒnˈtænə/ⓘ) – stan w zachodniej części Stanów Zjednoczonych, przy granicy z Kanadą. W 2012 roku osiągnął 1 milion mieszkańców i jest jednym z najsłabiej zaludnionych. W Montanie jest ponad dwukrotnie więcej krów niż ludzi (dane z 2019). Z powierzchnią nieco większą od powierzchni Polski, jest czwartym co do wielkości stanem USA.
Nazwa prawdopodobnie pochodzi od hiszpańskiego słowa montaña, które znaczy „góra”. Chociaż Montana kojarzona jest przede wszystkim z położonymi na jej obszarze górami, około 60% terytorium stanu pokrywa preria, wchodząca w skład Wielkich Równin. Region nazywany jest „Stanem Skarbów” (Treasure State) ze względu na jego ogromne bogactwo mineralne, a także „Krainą lśniących gór” (Land of the Shining Mountains) i „Krainą wielkiego nieba” (Big Sky Country). Zróżnicowana gospodarka Montany historycznie bazuje na rolnictwie, górnictwie i przemyśle drzewnym. W XXI wieku na znaczeniu zyskały usługi, finanse, nieruchomości, czy turystyka. W Montanie znajduje się Park Narodowy Glacier oraz północny, niewielki fragment Parku Narodowego Yellowstone. Przez stan przechodzi wododział kontynentalny Ameryki.
Stan posiada najwyższy odsetek białych społeczności nielatynoskich i najniższy imigrantów (spoza USA), na Zachodzie Stanów Zjednoczonych. Ponadto w Montanie żyje 12 plemion indiańskich, skupionych w siedmiu rezerwatach. 

## Historia
Montana stała się integralną częścią Stanów Zjednoczonych 26 maja 1864. W 1889 r., kiedy stała się 41. stanem USA, słynęła z hodowli bydła i zaczęła wyłaniać się jako jeden z głównych ośrodków wydobycia miedzi w kraju.
Montana była ostatnim silnym punktem oporu Indian przed kolonizatorami z Europy.
Montana była pierwszym stanem, który wybrał kobietę do Kongresu. Jeannette Rankin została wybrana w 1916, a następnie ponownie w 1940 i była jedynym członkiem Kongresu, który głosował przeciwko udziałowi USA w obu wojnach światowych.

## Geografia

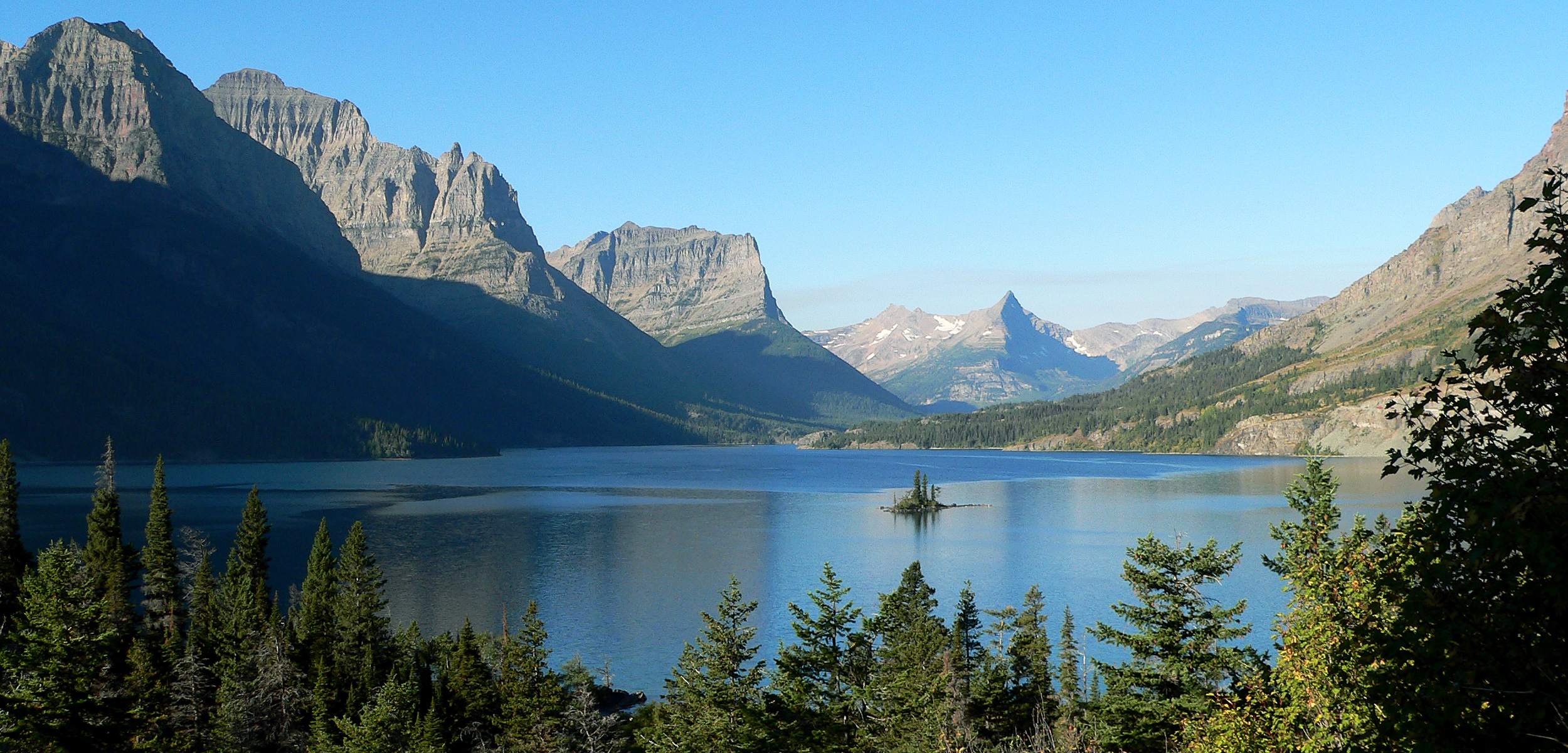
St. Mary Lake w Parku Narodowym Glacier

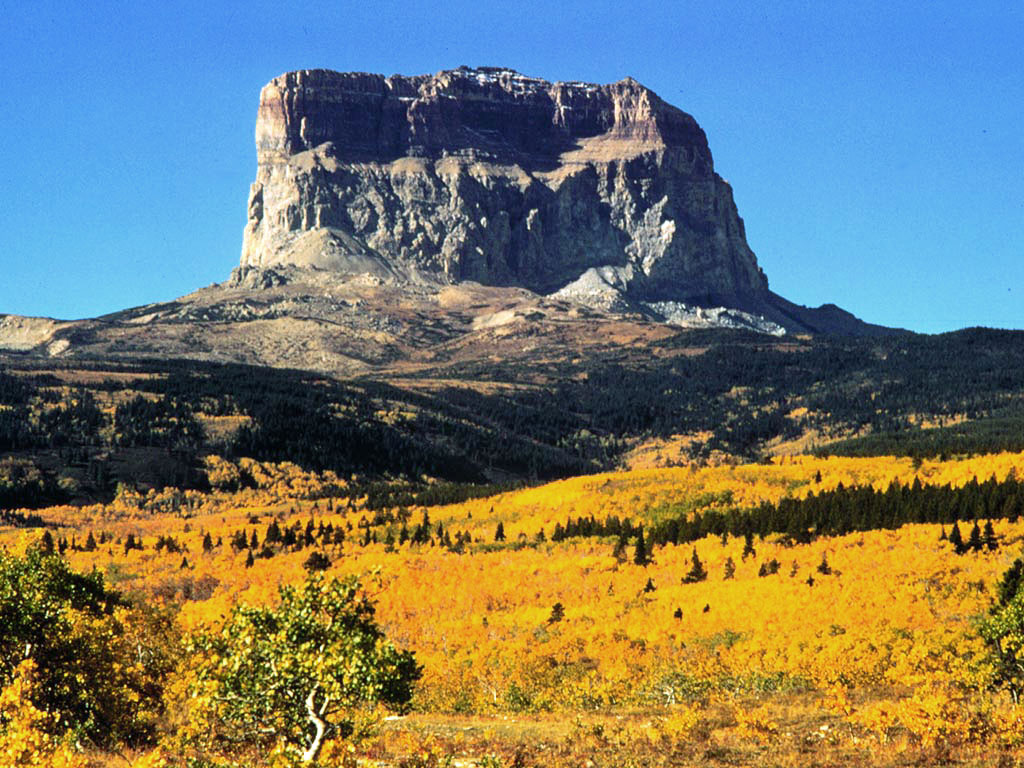
Góra Chief Mountain była przez Indian uważana za świętą.

Z powierzchnią równą 376 978 km², Montana jest czwartym co do wielkości stanem Stanów Zjednoczonych (po Alasce, Teksasie i Kalifornii). Montana graniczy od północy z kanadyjskimi prowincjami Kolumbia Brytyjska, Alberta oraz Saskatchewan, od wschodu z Dakotą Północną i Dakotą Południową, od południa z Wyoming, od południowego zachodu i zachodu z Idaho.
Na zachodzie stanu dominują wysokie, skaliste góry, stanowiące część wododziału kontynentalnego Ameryki, zaś na wschodzie rozległe równiny. Góry leżące w Montanie należą do Gór Skalistych, a właściwie ich północnej części (ang. Northern Rocky Mountains). Najwyższy szczyt na terenie stanu to Granite Peak (3901 m n.p.m.). Główne rzeki Montany to Missouri, Milk, Flathead i Yellowstone. Największym jeziorem jest Fort Peck Lake.
W Montanie znajduje się kilka rezerwatów indiańskich:
- Fort Peck Indian Reservation
- Northern Cheyenne Indian Reservation
- Crow Indian Reservation
- Rocky Boys Indian Reservation
- Blackfeet Indian Reservation
- Flathead Indian Reservation

### Miasta
Na terenie stanu Montana znajduje się 128 miast (city lub town), w tym jedno o liczbie ludności przekraczającej 100 000, osiem powyżej 10 000 mieszkańców, a 57 powyżej 1000 mieszkańców (2021 r.).
Lista miast zamieszkanych przez 500 lub więcej osób (2021 r.):

- Billings (117 445)
- Missoula (74 822)
- Great Falls (60 403)
- Bozeman (54 539)
- Butte (34 768)
- Helena (33 120)
- Kalispell (26 110)
- Belgrade (11 608)
- Anaconda (9491)
- Havre (9314)
- Whitefish (8492)
- Miles City (8397)
- Livingston (8386)
- Laurel (7180)
- Sidney (6197)
- Lewistown (6048)
- Columbia Falls (5545)
- Polson (5357)
- Hamilton (4905)
- Glendive (4871)
- Dillon (3976)
- Hardin (3685)
- Glasgow (3180)
- Shelby (3153)
- Cut Bank (3046)
- Deer Lodge (2935)
- Libby (2903)
- Wolf Point (2611)
- Conrad (2354)
- Red Lodge (2339)
- Ronan (2142)
- Manhattan (2128)
- Stevensville (2092)
- Colstrip (2052)
- Three Forks (1991)
- East Helena (1954)
- Townsend (1917)
- Columbus (1856)
- Malta (1847)
- Baker (1807)
- Roundup (1805)
- Choteau (1719)
- Big Timber (1673)
- Plentywood (1668)
- Forsyth (1591)
- Fort Benton (1511)
- Eureka (1433)
- Thompson Falls (1391)
- West Yellowstone (1269)
- Boulder (1214)
- Chinook (1175)
- Plains (1157)
- Harlowton (1089)
- White Sulphur Springs (1052)
- Whitehall (1039)
- Scobey (1024)
- Browning (1007)
- Ennis (972)
- Superior (884)
- Fairview (878)
- Philipsburg (847)
- Chester (840)
- Pinesdale (838)
- Troy (833)
- Darby (828)
- St. Ignatius (786)
- Poplar (773)
- Harlem (765)
- Fairfield (755)
- Culbertson (752)
- Sheridan (729)
- Bridger (689)
- Walkerville (643)
- Cascade (601)
- Joliet (599)
- Big Sandy (596)
- Circle (588)
- Hot Springs (587)
- Terry (566)
- Belt (519)
- Alberton (505)

## Demografia

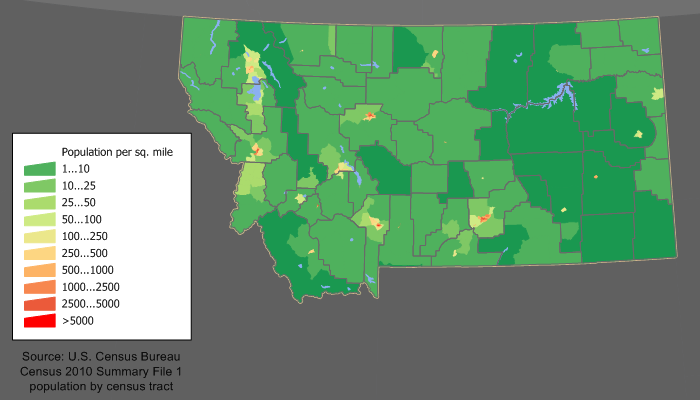
Gęstość zaludnienia w 2010 r. (w milach kwadratowych).

Spis ludności z roku 2020 stwierdza, że stan Montana liczy 1 084 225 mieszkańców, co oznacza wzrost o 94 810 (9,6%) w porównaniu z poprzednim spisem z roku 2010. Przyrost ludności jest powyżej średniej krajowej, która wynosi 7,4%. Dzieci poniżej piątego roku życia stanowią 5,3% populacji, 21,3% mieszkańców nie ukończyło jeszcze osiemnastego roku życia, a 19,6% to osoby mające 65 i więcej lat. 49,4% ludności stanu stanowią kobiety.
W latach 2013–2022 Montana odnotowała migrację netto ok. 123 tys. osób. Według szacunków federalnej agencji demograficznej z 1 lipca 2023 r. Montana miała 1 132 800 mieszkańców. Jest to wzrost o 48,6 tys. mieszkańców od 2020 roku, a większość wzrostu było wynikiem migracji wewnętrznej (z innych stanów). 
Jest trzecim stanem USA, pod względem odsetka osób urodzonych w USA – jedynie 2,3% mieszkańców urodziło się poza granicami Stanów Zjednoczonych. Odsetek białych społeczności nielatynoskich jest najwyższy na Zachodzie Stanów Zjednoczonych i wynosi 84–86% (nieco więcej niż w Wyoming i Dakocie Północnej). 

### Język
W użyciu są głównie: język angielski (95,35%), język hiszpański (1,35%) i język niemiecki (1,0%).

### Rasy i pochodzenie
Według danych pięcioletnich z 2023 roku, 85,7% mieszkańców stanowiła ludność biała (84,1% nie licząc Latynosów), 6% miało rasę mieszaną, 5,7% to rdzenna ludność Ameryki, 0,8% to Azjaci, 0,5% czarnoskórzy lub Afroamerykanie, 0,04% Hawajczycy i mieszkańcy innych wysp Pacyfiku. Latynosi stanowią 4,4% ludności stanu.
Największe grupy stanowią osoby pochodzenia niemieckiego (23,2%), irlandzkiego (13,4%), angielskiego (12,7%), norweskiego (7,7%) i „amerykańskiego” (5,1%). Obecne są także duże grupy (ponad 10 tys.) osób pochodzenia europejskiego (nieokreślonego), francuskiego, włoskiego, meksykańskiego, szkockiego, szwedzkiego, holenderskiego, polskiego, szkocko–irlandzkiego, skandynawskiego i duńskiego.

### Religia
Dane z 2014 r.:
- chrześcijaństwo – 65%:

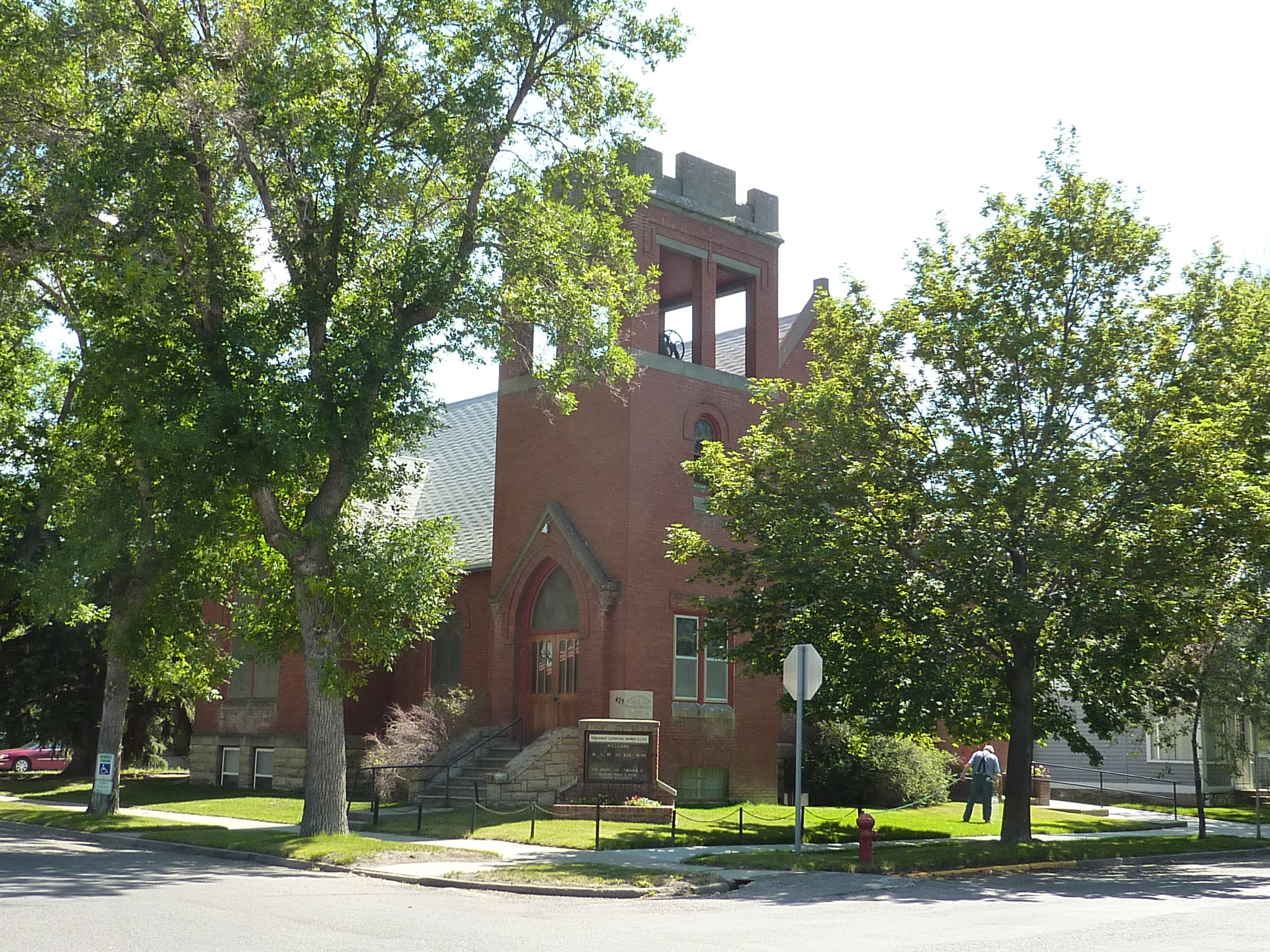
Kościół luterański w Livingston.

  - ewangelikalni – 28% (gł. baptyści, luteranie i zielonoświątkowcy),
  - katolicy – 17%,
  - protestanci głównego nurtu – 14% (gł. metodyści i luteranie),
  - mormoni – 4%,
  - pozostali – 2% (gł. świadkowie Jehowy i prawosławni),
- brak religii – 30% (w tym: 5% agnostycy i 4% ateiści),
- religie Indian – 2%,
- pozostałe religie – 3% (w tym: buddyści, żydzi, bahaiści, unitarianie uniwersaliści i muzułmanie[17]).

Północny obszar wzdłuż granicy z Kanadą został zasiedlony przez niemieckich huterytów. Pozostało kilkadziesiąt ich społeczności, w których powszechnie mówi się po niemiecku.

## Gospodarka
Nominalny PKB Montany w 2023 roku wyniósł 73,2 mld USD. Montana zajęła 27. miejsce w rankingu stanów USA pod względem tempa wzrostu realnego PKB, który wyniósł 2,2%. Oznacza to, że jej gospodarka rosła w tempie zbliżonym do średniej krajowej. Gospodarka stanu opiera się na kilku kluczowych sektorach, z których największy wkład w PKB mają: nieruchomości, opieka zdrowotna i pomoc społeczna oraz usługi profesjonalne, naukowe i techniczne. Łącznie te trzy sektory odpowiadały za 37,7% PKB stanu. Inne istotne sektory to handel, budownictwo, turystyka, finanse, transport, produkcja i górnictwo. 
W marcu 2022 roku Montana odnotowała historycznie niską stopę bezrobocia na poziomie 2,3%, co plasowało ją na czwartym miejscu w USA. Chociaż w 2024 roku stopa bezrobocia wzrosła do 3,7%, nadal jest stosunkowo niska w porównaniu do średniej krajowej. Sektory, które w największym stopniu przyczyniały się do zatrudnienia w Montanie, to opieka zdrowotna i pomoc społeczna, handel detaliczny oraz turystyka, odpowiadając łącznie za 44,1% miejsc pracy w stanie.
Wśród największych pracodawców w 2024 roku znajdują się ośrodki medyczne, takie jak Logan Health, Billings Clinic i Bozeman Health. Ważnymi podmiotami na rynku pracy są również sieci supermarketów Albertsons i Walmart, University of Montana, sklepy Costco oraz bank Glacier Bancorp. 

### Turystyka
Turystyka odgrywa coraz większą rolę w gospodarce Montany i jest jednym z najszybciej rozwijających się sektorów. Stan przyciąga miliony turystów rocznie, oferując bogactwo parków narodowych, w tym Park Narodowy Glacier. Unikalne atrakcje, takie jak Szlak Dinozaurów Montany, obejmujący liczne muzea paleontologiczne, oraz przekształcone w atrakcje turystyczne dawne kopalnie miedzi (np. Berkeley Pit w Butte), dodatkowo wzmacniają jej pozycję jako celu podróży.

### Rolnictwo

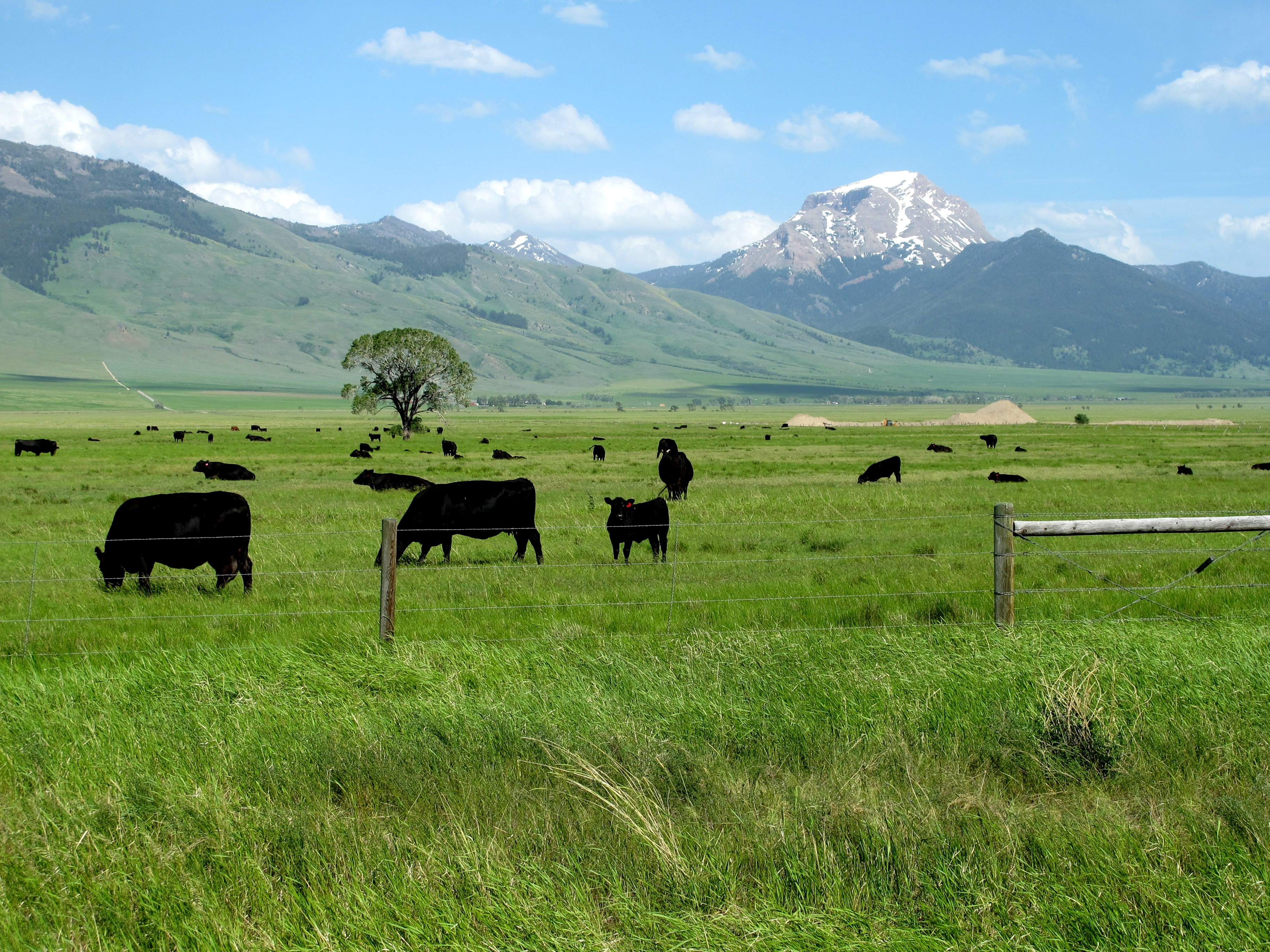
Pastwisko w dolinie rzeki Madison

Rolnictwo jest ważnym sektorem i siłą napędową gospodarki Montany od początku XIX wieku i nadal stanowi znaczną część wkładu do PKB Montany.
Bydło i pszenica pozostają głównymi towarami Montany i razem stanowią trzy czwarte wpływów gotówkowych Montany z rolnictwa. Montana zajmuje pierwsze miejsce w kraju pod względem produkcji soczewicy i certyfikowanej ekologicznej pszenicy oraz drugie lub trzecie (w zależności od roku) miejsce w kategorii pszenicy jarej, durum, jęczmienia, siemienia lnianego i krokosza barwierskiego. Montana plasuje się również w pierwszej dziesiątce stanów pod względem produkcji miodu, cieląt wołowych, pszenicy ozimej, siana z lucerny, fasoli garbanzo, owiec i jagniąt, oraz buraków cukrowych.

### Zasoby
Montana znana jest z obfitych zasobów naturalnych i mineralnych, w tym węgla (30% zasobów USA), miedzi, złota, manganu, szafiru, srebra, ołowiu, ropy i cynku.

## Informacje dodatkowe
- W Montanie występuje największa w Stanach Zjednoczonych populacja niedźwiedzi grizzly.
- Symbole Montany:
  - Gatunek drzew: sosna
  - Gatunek zwierząt: niedźwiedź grizzly
  - Gatunek ptaków: skowronek
  - Gatunek ryb: pstrąg